# استفان ویتاس
استفان ویتاس (لهستانی: Stefan Witas؛ ‏ ۲۱ ژوئن ۱۹۰۸ – ۱۸ اوت ۲۰۰۶) بازیگر و خواننده اهل لهستان بود.
از فیلم‌هایی که وی در آن‌ها نقش داشته‌است، می‌توان به به خانه برو، ایرنا! اشاره نمود.